# U-204 (tàu ngầm Đức)
U-204 là một tàu ngầm tấn công  Lớp Type VII thuộc phân lớp Type VIIC được Hải quân Đức Quốc Xã chế tạo trong Chiến tranh Thế giới thứ hai. Nhập biên chế năm 1941, nó đã thực hiện được ba chuyến tuần tra, đánh chìm được bốn tàu buôn tổng tải trọng 17.157 GRT cùng một tàu chiến tải trọng 1.060 tấn. Trong chuyến tuần tra cuối cùng tại Đại Tây Dương, U-203 bị đánh chìm bởi mìn sâu thả từ các tàu corvette HMS Mallow và tàu sà lúp HMS Rochester của Hải quân Hoàng gia Anh về phía Tây eo biển Gibraltar vào ngày 19 tháng 10, 1941.

## Thiết kế và chế tạo

### Thiết kế

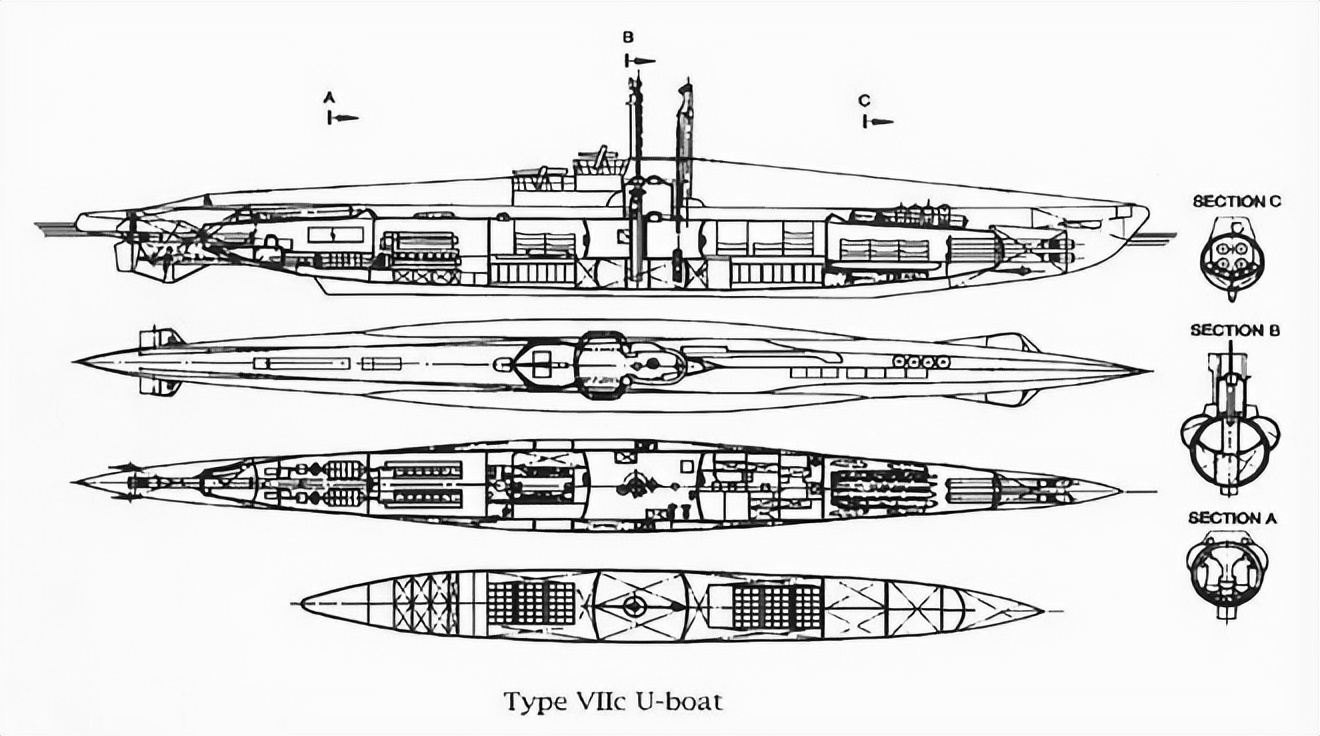
Sơ đồ các mặt cắt một tàu ngầm Type VIIC

Phân lớp VIIC của Tàu ngầm Type VII là một phiên bản VIIB được kéo dài thêm. Chúng có trọng lượng choán nước 769 t (757 tấn Anh) khi nổi và 871 t (857 tấn Anh) khi lặn). Con tàu có chiều dài chung 67,10 m (220 ft 2 in), lớp vỏ trong chịu áp lực dài 50,50 m (165 ft 8 in), mạn tàu rộng 6,20 m (20 ft 4 in), chiều cao 9,60 m (31 ft 6 in) và mớn nước 4,74 m (15 ft 7 in).
Chúng trang bị hai động cơ diesel Germaniawerft F46 siêu tăng áp 6-xy lanh 4 thì, tổng công suất 2.800–3.200 PS (2.100–2.400 kW; 2.800–3.200 bhp), dẫn động hai trục chân vịt đường kính 1,23 m (4,0 ft), cho phép đạt tốc độ tối đa 17,7 kn (32,8 km/h), và tầm hoạt động tối đa 8.500 nmi (15.700 km) khi đi tốc độ đường trường 10 kn (19 km/h). Khi đi ngầm dưới nước, chúng sử dụng hai động cơ/máy phát điện AEG GU 460/8–27 tổng công suất 750 PS (550 kW; 740 shp). Tốc độ tối đa khi lặn là 7,6 kn (14,1 km/h), và tầm hoạt động 80 nmi (150 km) ở tốc độ 4 kn (7,4 km/h). Con tàu có khả năng lặn sâu đến 230 m (750 ft).
Vũ khí trang bị có năm ống phóng ngư lôi 53,3 cm (21 in), bao gồm bốn ống trước mũi và một ống phía đuôi, và mang theo tổng cộng 14 quả ngư lôi, hoặc tối đa 22 quả thủy lôi TMA, hoặc 33 quả TMB. Tàu ngầm Type VIIC bố trí một hải pháo 8,8 cm SK C/35 cùng một pháo phòng không 2 cm (0,79 in) trên boong tàu. Thủy thủ đoàn bao gồm 4 sĩ quan và 40-56 thủy thủ.

### Chế tạo
U-204 được đặt hàng vào ngày 23 tháng 9, 1939, và được đặt lườn tại xưởng tàu của hãng Friedrich Krupp Germaniawerft tại Kiel vào ngày 22 tháng 4, 1940. Nó được hạ thủy vào ngày 23 tháng 1, 1941, và nhập biên chế cùng Hải quân Đức Quốc Xã vào ngày 8 tháng 3, 1941 dưới quyền chỉ huy của Hạm trưởng, Đại úy Hải quân Walter Kell.

## Lịch sử hoạt động

### Chuyến tuần tra thứ nhất
U-204 khởi hành từ Kiel vào ngày 24 tháng 5, 1941 cho chuyến tuần tra đầu tiên trong chiến tranh, băng qua khe GIUK giữa Greenland và Iceland để hoạt động tại khu vực Bắc Đại Tây Dương về phía Đông Newfoundland, Canada. Nó đã đánh chìm tàu đánh cá Iceland Holsteinn trong eo biển Đan Mạch và phía Nam Iceland vào ngày 31 tháng 5 để tránh bị lộ diện quá sớm, rồi tiếp tục đánh chìm tàu buôn Bỉ Mercier 7.886 GRT về phía Đông Newfoundland vào ngày 10 tháng 6. U-204 kết thúc chuyến tuần tra và đi đến cảng Brest bên bờ biển Đại Tây Dương của Pháp bị Đức chiếm đóng vào ngày 27 tháng 6.

### Chuyến tuần tra thứ hai
U-204 khởi hành từ Brest vào ngày 22 tháng 7 cho chuyến tuần tra thứ hai để hoạt động tại vùng biển Bắc Đại Tây Dương về phía Tây Ireland. Nó phát hiện Đoàn tàu SL 81 vào ngày 2 tháng 8 và đã yêu cầu hỗ trợ, nhưng khi tàu ngầm U-401 có mặt vào ngày hôm sau, cuộc tấn công phối hợp của họ không mang đến kết quả. Đến ngày 18 tháng 8, nó tham gia một bầy sói để tấn công Đoàn tàu OG 71, và đến 01 giờ 00 ngày hôm sau đã phóng hai quả ngư lôi trúng đích tàu khu trục Na Uy HNoMS Bath, khiến mục tiêu đắm chỉ trong vòng ba phút ở vị trí 400 nmi (740 km) về phía Tây Nam Ireland. U-204 kết thúc chuyến tuần tra và quay trở về Brest vào ngày 22 tháng 8.

### Chuyến tuần tra thứ ba - Bị mất
Xuất phát từ Brest vào ngày 20 tháng 9 cho chuyến tuần tra thứ ba, cũng là chuyến cuối cùng, U-204 hoạt động tại khu vực Trung tâm Đại Tây Dương. Vào ngày 14 tháng 10, nó đánh chìm thuyền buồm Tây Ban Nha Aingeru Guardakoa 97 GRT, nghĩ rằng đó là một tàu săn ngầm Anh. Sau khi U-204 phóng hai quả ngư lôi đánh chìm tàu chở dầu Anh Inverlee 9.158 GRT ở vị trí khoảng 30 mi (48 km) về phía Tây Nam mũi Spartel, Maroc vào ngày 19 tháng 10, các tàu chiến thuộc Đội hộ tống 37 được phái từ Gibraltar để truy tìm tàu ngầm đối phương.
Lúc 21 giờ 46 phút ngày 19 tháng 10, tàu corvette HMS Mallow dò được tín hiệu sonar và thả hai lượt mìn sâu tấn công, nhìn thấy một vệt dầu rộng 200 yd × 50 yd (183 m × 46 m), nhưng mất dấu đối phương sau đó và không thể chắc chắn đã diệt được mục tiêu. Tàu sà lúp HMS Rochester tham gia vào việc tìm kiếm lúc 09 giờ 00 ngày hôm sau 20 tháng 10, thả năm quả mìn sâu vào giữa vệt dầu loang và quan sát thấy lượng dầu gia tăng và là loại dầu diesel. Rochester thả thêm một lượt năm quả mìn sâu nữa; và thu được mảnh vỡ một ngư lôi G7a ở cách đó 8 mi (13 km) vào ngày tiếp theo. U-204 có thể đã bị hư hại hoặc bị đánh chìm bởi các quả mìn sâu của Mallow, và các lượt tấn công tiếp theo của Rochester đã kết liễu hoặc phá hủy xác tàu dưới đáy biển, tại tọa độ 35°46′B 06°02′T / 35,767°B 6,033°T. Toàn bộ 46 thành viên thủy thủa đoàn của U-204 đều đã tử trận.

### "Bầy sói" tham gia
U-204 từng tham gia ba bầy sói:
- West (5 – 16 tháng 6, 1941)
- Kurfürst (16 – 20 tháng 6, 1941)
- Breslau (5 – 19 tháng 10, 1941)

### Tóm tắt chiến công
U-204 đã đánh chìm được bốn tàu buôn tổng tải trọng 17.157 GRT cùng một tàu chiến tải trọng 1.060 tấn:
| Ngày              | Tên tàu           | Quốc tịch                | Tải trọng | Số phận      |
| ----------------- | ----------------- | ------------------------ | --------- | ------------ |
| 31 tháng 5, 1941  | Holsteinn         | Iceland                  | 16        | Bị đánh chìm |
| 10 tháng 6, 1941  | Mercier           | Belgium                  | 7.886     | Bị đánh chìm |
| 19 tháng 8, 1941  | HNoMS Bath        | Hải quân Hoàng gia Na Uy | 1.060     | Bị đánh chìm |
| 14 tháng 10, 1941 | Aingeru Guardakoa | Spain                    | 97        | Bị đánh chìm |
| 19 tháng 10, 1941 | Inverlee          | United Kingdom           | 9.158     | Bị đánh chìm |